# Wydział Prawa i Administracji Uniwersytetu Radomskiego
Wydział Prawa i Administracji Uniwersytetu Radomskiego – jeden z ośmiu wydziałów Uniwersytetu Radomskiego.

## Historia
Wydział Prawa i Administracji, podobnie jak Ekonomii i Finansów, został utworzony wskutek likiwdacji Wydziału Nauk Ekonomicznych i Prawnych, na mocy zarządzenia Rektora UTH.

## Kierunki kształcenia
Dostępne kierunki:
- Administracja (studia I i II stopnia)
- Bezpieczeństwo wewnętrzne (studia I stopnia)
- Prawo (studia jednolite magisterskie)

## Władze Wydziału
W kadencji 2020–2024:
| Stanowisko | Imię i nazwisko      |
| ---------- | -------------------- |
| Dziekan    | dr hab. Joanna Smarż |
| Prodziekan | dr Paweł Śwital      |

## Struktura organizacyjna
| Katedra                                                 | Kierownik                                  |
| ------------------------------------------------------- | ------------------------------------------ |
| Katedra Nauk o Państwie i Polityce Społecznej           | prof. dr hab. Katarzyna Głąbicka-Auleytner |
| Katedra Prawa Administracyjnego i Nauki o Administracji | dr hab. Joanna Smarż                       |
| Katedra Prawa Publicznego                               | dr hab. Helena Kisilowska                  |
| Katedra Prawa Prywatnego                                | dr hab. Mariusz Wieczorek                  |
| Katedra Teorii, Historii i Filozofii Prawa              | ks. dr Wojciech Wojtyła                    |